# Natació als Jocs Mediterranis de 2018
La competició de natació dels Jocs del Mediterrani de 2018 de Tarragona es va celebrar entre el 23 i el 25 de juny al Centre aquàtic de Campclar a l'Anella Mediterrània a Tarragona. La primera aparició d'aquest esport en els Jocs del Mediterrani va ser a Alexandria 1951 a Egipte.
La competició va ser masculina i femenina repartint-la en diverses categories i modalitats. A més també inclourà la competició paral·límpica en dues modalitats.

## Medaller per país
| Posició | País      | Or | Plata | Bronze | Total |
| 1       | Itàlia    | 22 | 13    | 8      | 43    |
| 2       | Espanya   | 5  | 15    | 6      | 26    |
| 3       | Grècia    | 5  | 1     | 7      | 13    |
| 4       | Sèrbia    | 3  | 5     | -      | 8     |
| 5       | Egipte    | 2  | 2     | 3      | 7     |
| 6       | França    | 2  | 2     | 2      | 6     |
| 7       | Algèria   | 1  | 1     | -      | 2     |
| 8       | Turquia   | -  | 1     | 7      | 8     |
| 9       | Portugal  | -  | 1     | 3      | 4     |
| 10      | Eslovènia | -  | -     | 3      | 3     |
| Total   | Total     | 40 | 40    | 40     | 120   |